# Јуџи Наказава
Јуџи Наказава (јап. 中澤 佑二; 25. фебруар 1978) бивши је јапански фудбалер.

## Каријера
Током каријере је играо за Токио Верди, Јокохама Ф. Маринос.

## Репрезентација
За репрезентацију Јапана дебитовао је 1999. године. Наступао је на два Светска првенства (2006. и 2010. године) и освојио је два азијска купа (2000. и 2004. године). За тај тим је одиграо 110 утакмица и постигао 17 голова.

## Статистика
| Јапан  | Јапан   | Јапан  |
| Година | Наступи | Голови |
| ------ | ------- | ------ |
| 1999.  | 1       | 0      |
| 2000.  | 6       | 2      |
| 2001.  | 2       | 0      |
| 2002.  | 1       | 0      |
| 2003.  | 4       | 0      |
| 2004.  | 15      | 5      |
| 2005.  | 12      | 1      |
| 2006.  | 12      | 1      |
| 2007.  | 13      | 2      |
| 2008.  | 16      | 4      |
| 2009.  | 14      | 2      |
| 2010.  | 14      | 0      |
| Укупно | 110     | 17     |

## Трофеји

### Клуб
- Џеј лига (2): 2003, 2004.
- Царски куп (1): 2013.

### Јапан
- Азијски куп (2): 2000, 2004.